# 아이 러브 마마
"아이 러브 마마"는 1975년에 개봉한 대한민국의 영화이다.

## 캐스팅
- 최은희
- 남궁원
- 서미경
- 송명은
- 김경애
- 박상규
- 윤형주
- 김세환